# Drezzo
Drezzo é uma comuna italiana da região da Lombardia, província de Como, com cerca de 994 habitantes. Estende-se por uma área de 1 km², tendo uma densidade populacional de 994 hab/km². Faz fronteira com Faloppio, Parè, Ronago, Uggiate-Trevano.

## Demografia
| Variação demográfica do município entre 1861 e 2011                               |
|                                                                                   |
| Fonte: Istituto Nazionale di Statistica (ISTAT) - Elaboração gráfica da Wikipedia |

## Cidades-irmãs
- Opatov, República Checa (2004)